# Yari Stevens
Yari Stevens (18 december 2003) is een Belgisch voetballer die onder contract ligt bij KAA Gent. Stevens is een verdediger.

## Carrière
Stevens genoot zijn jeugdopleiding bij KVV Sint-Denijs Sport, KMSK Deinze en Club Brugge. Op 18 december 2020 maakte hij zijn officiële debuut bij Club NXT, het beloftenelftal van Club Brugge in Eerste klasse B: in de competitiewedstrijd tegen Lommel SK kreeg hij een basisplaats van trainer Rik De Mil. Stevens speelde in het seizoen 2020/21 uiteindelijk vier wedstrijden in Eerste klasse B: na zijn basisplaatsen tegen Lommel en Lierse Kempenzonen kreeg hij in februari 2021 een handvol speelminuten tegen KMSK Deinze en RWDM.
In de zomer van 2021 maakte hij de overstap naar KAA Gent, waar hij een contract voor één jaar met optie ondertekende.
Op 3 augustus 2023 maakte Stevens zijn debuut bij de eerste ploeg van de Gentenaren in de 2de vooronde van Conference League. Hij verving in de 77ste minuut Malick Fofana. De wedstrijd eindigde op en 2-5 overwinning voor AA Gent. 

## Clubstatistieken
| Seizoen         | Club            | Land            | Competitie      | Competitie | Competitie | Beker | Beker | Supercup | Supercup | Europees | Europees | Totaal | Totaal |
| Seizoen         | Club            | Land            | Competitie      | Wed.       | Dlp.       | Wed.  | Dlp.  | Wed.     | Dlp.     | Wed.     | Dlp.     | Wed.   | Dlp.   |
| --------------- | --------------- | --------------- | --------------- | ---------- | ---------- | ----- | ----- | -------- | -------- | -------- | -------- | ------ | ------ |
| 2020/21         | Club NXT        | Vlag van België | Eerste klasse B | 4          | 0          | —     | —     | —        | —        | —        | —        | 4      | 0      |
| 2021/22         | Jong KAA Gent   | Vlag van België | 1e nationale    | 0          | 0          | 0     | 0     | —        | —        | 0        | 0        | 0      | 0      |
| 2022/23         | Jong KAA Gent   | Vlag van België | 1e nationale    | 14         | 0          | 0     | 0     | —        | —        | 0        | 0        | 18     | 0      |
| 2023/24         | KAA Gent        | Vlag van België | Eerste Klasse A | 0          | 0          | 0     | 0     | —        | —        | 1        | 0        | 1      | 0      |
| Carrière totaal | Carrière totaal | Carrière totaal | Carrière totaal | 18         | 0          | 0     | 0     | 0        | 0        | 1        | 0        | 19     | 0      |

Bijgewerkt op 27 oktober 2021.
1 Nardi ·
2 Mitrović ·
3 Brown ·
4 Watanabe ·
5 Kandouss ·
6 Gandelman ·
7 Hong ·
8 Gerkens ·
9 Sonko ·
10 Omgba ·
11 Cuypers ·
12 Gambor ·
13 De Sart ·
14 Vanzeir‎ ·
16 Schmidt ·
17 Hjulsager ·
18 Samoise ·
19 Surdez ·
21 Agbor ·
22 Fadiga ·
23 Torunarigha ·
24 Kums  ·
25 Fortuna ·
26 Fortin ·
28 Fernandez Pardo ·
29 Depoitre ·
30 De Schrevel ·
33 Roef ·
Coach: Vrancken
· Assistent-coach: Balette
· Assistent-coach: Milićević
· Keeperstrainer: Vandendriessche